# Diego Mateo
Diego Mateo Alustiza (Roldán, 7 agosto 1978) è un ex calciatore argentino, di ruolo centrocampista.

## Caratteristiche tecniche
È un mediano che può essere arretrato sulla linea dei difensori.

## Carriera
Cresciuto calcisticamente nelle giovanili del Newell's Old Boys, formazione di prima divisione argentina esordisce tra i professionisti nella stagione 1996-1997. Nel Newell's gioca per quattro stagioni collezionando 76 presenze e 3 gol.
Nella stagione 2000-2001 viene acquistato dal Lecce, dove patisce un infortunio nel precampionato. Dopo un campionato con 8 presenze viene ceduto al Danubio Montevideo come contropartita nella trattativa che porta Ernesto Chevantón nel Salento.
Il Danubio lo gira immediatamente in Spagna, al Racing Santander, dove milita fino a giugno 2004. La stagione successiva veste la maglia del Danubio nel campionato uruguayano, prima di far ritorno in Spagna con il Valladolid. Nel 2006-2007 gioca con l'Hercules nella Segunda División spagnola per poi ritornare nella stagione 2007-2008 nel campionato argentino con il Gimnasia (J). Nell'estate 2009 fa ritorno nella sua squadra di origine, il Newell's Old Boys.

## Palmarès
Campionato argentino: 1 
Newell's: 2012-2013 (C)